# Schlacht bei Champtoceaux
Die Schlacht von Champtoceaux, auch Schlacht von l’Humeau genannt, war die erste Schlacht des 23 Jahre währenden Bretonischen Erbfolgekriegs, einer dynastischen Auseinandersetzung um das Herzogtum Bretagne in der Zeit des Hundertjährigen Krieges zwischen England und Frankreich. Zunächst schien die Schlacht den Konflikt mit einem Schlag entschieden zu haben, da Jean Montfort, der Führer der einen Seite, in Gefangenschaft geriet. Allerdings konnte er später mit der Unterstützung seiner Frau Johanna von Flandern und der Engländer entkommen und sein Sohn Jean V. schlussendlich den Konflikt für sich entscheiden.

## Hintergrund
Der dynastische Konflikt über das Herzogtum Bretagne entstand nach dem Tod des Herzogs Jean III. von der Bretagne am 30. April 1341. Seine Nachfolge wurde sowohl von seinem Halbbruder Jean Montfort als auch seiner Nichte Johanna von Dreux und ihrem Mann Charles von Blois, der ein Neffe des französischen Königs Philipp VI. war, beansprucht. Der französische König unterstützte seinen Neffen, während Montfort sich bald die Unterstützung des englischen Königs Edward III. sichern konnte gegen das Versprechen, ihm den Treueid zu schwören und dessen Ansprüche auf den französischen Thron anzuerkennen. Der ursprüngliche lokale Streit zwischen zwei Anwärtern auf ein französisches Lehen war somit zum Stellvertreterkrieg in der Auseinandersetzung um den Anspruch auf die französische Krone geworden.

## Auftakt der Schlacht
Als sich 1341 in Paris abzeichnete, dass Philipp VI. dem Haus Blois den Anspruch auf das Herzogtum Bretagne zusprechen werde, floh Jean Montfort aus der Stadt und begab sich in die Bretagne. Dort brachte er sich in den Besitz des herzoglichen Schatzes und besetzte eilends die größten Städte (Nantes, Rennes, Dinant, Brest) und wichtigsten Burgen. Bis September des Jahres hatte Charles von Blois 5000 französische Soldaten und 2000 genuesische Söldner versammelt, um seinen mittlerweile für rechtmäßig erklärten Anspruch auf das Herzogtum durchzusetzen. Die von Montfort ebenfalls besetzte Burg Champtoceaux am westlichen Ende des Loire-Tals war das erste Ziel Blois', danach sollte Nantes besetzt werden. Charles von Blois erreichte am 10. Oktober mit seinen Voraustruppen Champtoceaux und begann die Belagerung, während der Hauptteil der Armee sich noch langsam näherte. Angesichts dieser Situation drohten immer mehr Gefolgsleute von Montfort von ihm abzufallen, so dass er sich genötigt sah, umgehend zu einem Gegenangriff anzusetzen. Zusammen mit einigen wenigen Unterstützern und ihren Truppen machte er sich auf den Weg, um die Belagerung von Champtoceaux zu beenden.

### Schlachtverlauf
Dieser Versuch stellte sich als Desaster für Montfort heraus. Da seine Truppen über alle möglichen Städte und Burgen als Garnisonen verstreut waren, konnte er nur einige wenige Männer in Nantes für sein Vorhaben versammeln. Die so zusammengestellte "Armee" war kaum groß genug, um Blois' Voraustruppe entgegenzutreten, von der sich nähernden Hauptarmee ganz zu schweigen. Montfort machte Halt in einem kleinen Weiler namens l'Humeau, etwa 5 km von Champtoceaux entfernt, wo er eine kleine Garnison seiner Anhänger erwartete, die ihn über die Situation vor der Burg informieren sollte. Zu seiner großen Überraschung traf er auf Charles von Blois und dessen Leibwache selbst. Im folgenden Gefecht konnte diese Leibwache zwar zum Großteil überwältigt werden, aber Blois gelang es, sich in einem der Bauernhäuser zu verschanzen und alle Versuche von Montforts Männern abzuwehren, dort einzudringen. Zwei Tage kämpften die beiden Männer und ihre Begleiter unter diesen surrealen Umständen, während die französische Armee sich stetig näherte. Schließlich musste Montfort einsehen, dass er an Ort und Stelle nicht gewinnen konnte, und ritt mit seinen Truppen eiligst nach Nantes zurück, verfolgt von der mittlerweile herangeführten französischen Kavallerie. Als seine Flucht bekannt wurde, ergab sich die Garnison Champtoceauxs am 26. Oktober der französischen Armee.

## Folgen
Wieder in Nantes angekommen, wurde Montfort von den Stadtbewohnern feindselig empfangen. Sie nahmen ihm das Versprechen ab, dass sich die Stadt bei einer Belagerung nach einem Monat ergeben werde, wenn bis dahin keine Verstärkung eingetroffen sei. Nach dem Eintreffen der französischen Armee waren die folgenden Wochen von einer Reihe von Ausfällen der Truppen Montforts geprägt, die aber keine durchschlagenden Erfolge erzielten. Diejenigen Männer Montforts, die dabei in Gefangenschaft gerieten, wurden von den Franzosen in Sichtweite der Stadtmauern hingerichtet. Als schließlich bei einem dieser Ausfälle die von Montfort angeheuerten Söldner während der Schlacht desertierten und die verbliebenen Kämpfer aus der Stadt von den Franzosen überwältigt und ihre abgeschlagenen Köpfe mit Katapulten in die Stadt geschossen wurden, zwang der Rat der Stadt Montfort am 2. November zu kapitulieren. Er wurde anschließend im Louvre inhaftiert.
In den folgenden Monaten konnte Blois mit seinen Truppen nahezu die gesamte Bretagne besetzen, bis schließlich nur noch Brest in der Hand der Montforts blieb. Im Juli 1342 trafen dort die lang ersehnten Verstärkungen der Engländer ein, und das Kriegsglück wendete sich. Montfort konnte im Januar 1345 aus der französischen Gefangenschaft entfliehen, verstarb aber einige Monate später in Hennebont. Sein Sohn Jean V., aufgewachsen in England, führte den Kampf um das Herzogtum weiter und konnte sich 1364 endgültig durchsetzen.